# 山口県立長府高等学校
山口県立長府高等学校（やまぐちけんりつ ちょうふこうとうがっこう）は、山口県下関市長府亀の甲二丁目に所在する公立の高等学校。2003年（平成15年）までは女子校だった。

## 設置学科
- 総合学科
  - 人文科学系列
  - 自然科学系列
  - 芸術文化系列
  - 健康スポーツ系列

## 沿革
- 1900年（明治33年） - 女子補習学校として開校[2]。
- 1904年（明治37年）6月 - 豊浦女子実業補習学校に改称[2]。
- 1911年（明治44年）4月 - 豊浦郡立豊浦女学校創立[2]、新校舎落成。
- 1913年（大正02年）4月 - 豊浦郡立豊浦高等女学校と組織変更[2]。
- 1925年（大正14年）4月 - 山口県立長府高等女学校と改称[2]。制服を洋服に改制。
- 1929年（昭和04年）4月 - 研究科を併設。
- 1936年（昭和11年）4月 - 研究科を補習科に転科[2]。（1943年3月まで）
- 1943年（昭和18年）11月 - 保育所を併設[2]。（1946年3月まで）
- 1947年（昭和22年）4月 - 中学校を併設。（24年3月まで）
- 1948年（昭和23年）4月 - 学制改革により山口県立長府女子高等学校として発足[2]。（全日制普通科・家庭科）
- 1949年（昭和24年）4月 - 豊浦高等学校と統合し、山口県立下関東高等学校として発足[2]。
- 1954年（昭和29年）4月 - 豊浦高等学校と分離し、山口県立長府高等学校として再出発[2]。
- 2003年（平成15年）4月 - 総合学科を設置し、共学となる[3]。

## 著名な卒業生
- 芦村幸香（ボートレーサー）
- 田丸楓（声優、ナレーター）
- 前田清実（舞踊家、振付家）
- 万美（書道家、カリグラファー、ライブペインター）

## 関係する人物
- ダミアン浜田 - ヘヴィメタルバンド聖飢魔IIを結成し、プロデビュー前に脱退したギタリスト。本校で14年間数学教師として勤務し、顧問を務めた軽音楽部ではインディーズでCDをリリースした。

## 最寄駅
- 西日本旅客鉄道山陽本線：長府駅